# Guatevisión
Guatevisión é uma rede de televisão guatemalteca fundada em 2003.

## Programas
- Noticiero Guatevisión
- Viva la Mañana
- Ponle Play
- El Club de las Mascotas
- Guate está Sonando con Farmacias Batres
- ¡Dale qué va!
- Un Show Con Tuti
- Sin Reservas
- Una Noche con Veneno
- Afondo
- Diálogos con Haroldo Sánchez
- DXTV
- Desafíos
- Bienes Inmuebles.TV
- Los Secretos Mejor Guardados
- Huitevision
- Visión Rural
- TV Agro Guatemala
- DXTV
- Chiquirrines Club
- Sagrada Devoción (durante a semana santa)
- Desafíos
- Acción Positiva

### Telenovelas
- Nuevo rico, nuevo pobre
- Flor del caribe